# Klaus Tilsner
Klaus Tilsner (* 18. Juni 1934) ist ein deutscher Schauspieler und Synchronsprecher.

## Leben
Tilsner absolvierte sein Schauspielstudium im Berliner Ensemble unter der Intendantin Helene Weigel. Er ist unter anderem bekannt für seine Auftritte in den Filmreihen Polizeiruf 110 und Der Staatsanwalt hat das Wort. Er spielte im Kurzfilm Schwarzfahrer von Pepe Danquart mit, der 1994 mit dem Oscar für den  besten Kurzfilm ausgezeichnet wurde.

## Filmografie
- 1966: Die Tage der Commune (Theateraufzeichnung)
- 1971: Optimistische Tragödie (TV)
- 1972–1991: Polizeiruf 110 (TV-Reihe)
- 1973: Zement (Fernsehfilm, zwei Teile)
- 1974: Wolz – Leben und Verklärung eines deutschen Anarchisten
- 1974: Die Frauen der Wardins (Fernseh-Dreiteiler)
- 1975: Kriminalfälle ohne Beispiel: Mord im Märkischen Viertel (Fernsehreihe)
- 1975–1987: Der Staatsanwalt hat das Wort (TV-Reihe)
- 1977: Du und icke und Berlin
- 1979: Einfach Blumen aufs Dach
- 1980/1990: Der Staatsanwalt hat das Wort: Risiko (Fernsehreihe)
- 1982: Der Staatsanwalt hat das Wort: Ich bin Joop van der Dalen
- 1983: Die lieben Luder
- 1983: Alfons Köhler (Fernsehfilm)
- 1983: Fariaho
- 1986: Die Weihnachtsklempner
- 1988: Einer trage des anderen Last …
- 1988: Fallada – Letztes Kapitel
- 1992: Schwarzfahrer

## Synchronarbeiten
- Squatt in Mighty Morphin Power Rangers.
- Mann auf der Straße in Murder in the First.

## Hörspiele
- 1967: Horst Girra: Brennpunkt Autowolf – Regie: Joachim Gürtner (Kriminalhörspiel – Rundfunk der DDR)
- 1971: Bertolt Brecht: Die Tage der Commune (Verwundeter Deutscher/Champy) – Regie: Manfred Wekwerth/Joachim Tenschert (Hörspiel – Litera)